# Tambaga
Tambaga is een gemeente (commune) in de regio Kayes in Mali. De gemeente telt 10.500 inwoners (2009).
De gemeente bestaat uit de volgende plaatsen:
- Djiniagué
- Faramansonia
- Kantila
- Katabantankoto
- Katakoto
- Kobaronto
- Kouloubou
- Kourounouna
- Sékokoto
- Tambaga